# Forte de Nossa Senhora da Conceição (Ilha das Flores)
O Forte de Nossa Senhora da Conceição localizava-se na ilha das Flores, nos Açores.
Em posição dominante sobre o seu trecho do litoral, constituiu-se em uma fortificação destinada à defesa contra os ataques de piratas e corsários, outrora frequentes nesta região do oceano Atlântico.

## História
No contexto da Guerra da Sucessão Espanhola (1702-1714) encontra-se referido como "O Forte de Nossa Senhora da Conceição." na relação "Fortificações nos Açores existentes em 1710".
A estrutura não chegou até aos nossos dias.